# HD 207134
HD 207134，又名BD+24 4473，SAO 89976、HR 8325，是一颗恒星，视星等为6.28，位于銀經78.65，銀緯-21，其B1900.0坐标为赤經21h 41m 50.7s，赤緯+25° -21′ 1″。